# Vanguardia Armada Revolucionaria Palmares
Vanguarda Armada Revolucionaria-Palmares (VAR Palmares) fue una organización guerrillera de izquierda, de ideología marxista-leninista fundada en 1969 y que actuó hasta el año 1972, en Brasil. Enfrentó a la dictadura militar surgida del golpe de 1964.
Entre sus líderes se encontraban Carlos Lamarca, Carlos Alberto Soares de Freitas, Mariano Joaquim da Silva y Carlos Franklin Paixão de Araújo. Entre los políticos brasileños que integraron la VAR Palmares se encuentran Dilma Rousseff, elegida presidenta de Brasil en 2010 y Carlos Minc, quien en la década de 1980 se volvería activista pro-ecología, fundando el Partido Verde de Brasil, para luego sumarse al PT de Lula y ser su ministro de Medio Ambiente entre 2008 y 2010.

## Historia
La VAR Palmares se creó en 1969 como consecuencia de la fusión de dos organizaciones guerrilleras previas, el Comando de Liberación Nacional (Colina) y la Vanguardia Popular Revolucionaria (VPR), que a su vez fueron desprendimientos de la Organización Revolucionaria Marxista Política Obrera (POLOP).

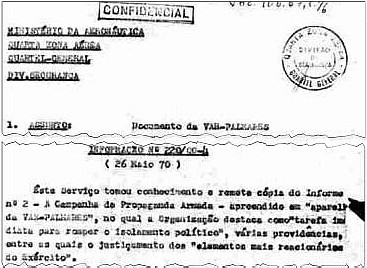
Informe secreto de la Fuerza Aérea que indica las intenciones de VAR-Palmares de asesinar "a los elementos más reaccionarios del Ejército"

Fue una de las principales organizaciones guerrilleras que combatió contra la dictadura militar (1964-1985) que tomó el poder con el golpe de Estado de 1964.  Entre las acciones más destacadas de la VAR-Palmares se encuentra la llamada expropriación del “cofre de Adhemar”, cuando sustrajeron 2,8 millones de dólares guardados en la casa de Anna Gimel Benchimol Capriglione, secretaria y amante de Adhemar de Barros, por entonces gobernador del Estado de São Paulo.
En septiembre de 1969, uno de sus grupos fragmentados recreó el VPR y otra facción creó el DVP, más tarde rebautizado como Unit Group. También en 1969, los miembros de VAR Palmares planearon el secuestro del Ministro de Finanzas Antônio Delfim Netto, planificador del " Milagro económico brasileño" y el civil más poderoso del régimen en ese momento. El presunto secuestro tuvo lugar en diciembre de ese año, pero no se logró porque la mayoría de los miembros de VAR Palmares fueron capturados y encarcelados solo unas semanas antes.
VAR Palmares fue desmantelado oficialmente en 1972 debido a la fuerte represión de los militares. Dos de sus principales líderes fueron encarcelados y asesinados por el régimen:  pt, uno de los fundadores de Colina, y Joaquim da Mariano Silva, un miembro veterano de las Ligas Campesinas, que " desapareció "en la cárcel DOI-CODI en Río de Janeiro.

## Atentados relevantes
La acción más conocida de la organización fue el "robo" de la "bóveda Adhemar", que contenía poco más de $ 2.5 millones en efectivo, realizada el 18 de julio de 1969. Esta caja fuerte fue encontrada en la residencia del cardiólogo Aarão Burlamaqui Benchimol, hermano de Anna Gimel Benchimol Capriglione, conocido en los círculos políticos como "Doctor Rui", secretario y amante del ex - gobernador de São Paulo, Adhemar de Barros. La información había sido dada por su sobrino, Guilherme Schiller Benchimol, quien se había unido a la organización en la universidad. Se suponía que el dinero guardado en la caja fuerte sería producto de la corrupción del exgobernador, conocido por el lema "Roba, pero trabaja". La acción tuvo lugar en la mansión del hermano de Anna Benchimol en Río de Janeiro, donde ella estaba, con el comando inicialmente haciéndose pasar por la Policía federal, en un total de trece guerrilleros que participaron en el asalto y otros en seguridad externa, comandados por Juares de Brito. Los residentes, incluido el propietario, estaban atados, cortaron los cables de teléfono y desinflaron los neumáticos de los automóviles existentes. La caja fuerte muy pesada fue retirada por medio de tablas y poleas rodantes y arrastrada a un Chevrolet C-14 estacionado frente a las escaleras granito en la entrada de la casa.
La caja fue desarmada en el suburbio de Santa Teresa, Río de Janeiro, se abrió con sopletes y sierras eléctricas al mismo tiempo que se vertió agua a través del apertura para evitar quemar el dinero, que terminó mojándose mucho y los billetes de dólar se secaron en un tendedero. Los restos de la caja fuerte fueron arrojadas al río Barra da Tijuca y en la orilla de Avenida Niemeyer.Entre otros, además del comandante Juares de Brito y el líder Antonio Espinosa, Sônia Lafoz, la única guerrilla importante de la lucha armada, participante en robos a bancos y secuestros de diplomáticos, famoso por ser un francotirador experto, participó en la acción, entre otros. quien nunca fueron arrestados como Darcy Rodrigues, ex soldado y mano derecha de Lamarca, Reinaldo José de Mello, Wellington Moreira Diniz, ex sargento del ejército José de Araújo Nóbrega, João Marques de Aguiar, ex carnicero guerrillero João Domingues, Fernando Borges y Jesus Paredes Soto. Carlos Minc, ahora un político vinculado a ambientalismo, fue uno de los miembros de VAR-Palmares que participó en el asalto, que entonces tenía 18 años. Dilma Rousseff también participó en la organización, pero declaró que ella no era parte de la acción más conocida del grupo. Minc actualmente garantiza que no tuvo un papel destacado en los grupos de acción, actuando solo en la retaguardia.
Según Maurício Lopes Lima, miembro de búsqueda de la Operación Bandeirante, estructura del servicio de inteligencia de las Fuerzas Armadas y notoria ubicación de centros de tortura para presos políticos, Dilma Rousseff fue la "cerebro" de la organización clandestina, un hecho que nunca puede ser probado por la parcialidad del autor que luchó por un lado que llevó a cabo el golpe militar. Antonio Espinosa, sin embargo, un participante en la acción y uno de los comandantes de VAR-Palmares, explica que Rousseff no tuvo ninguna participación en el asalto o en su planificación, ya que dejó de participar en el comando nacional cuando VPR y el COLINA que originó Palmares, unas semanas antes de la acción.
Después del asalto, Carlos Lamarca, uno de los comandantes de la organización, emitió la siguiente declaración en nombre de VAR-Palmares a la agencia France Press:

"Después de una larga investigación, localizamos una parte de la famosa 'caja' del ex gobernador de São Paulo Adhemar de Barros, enriquecida por años y años de corrupción. Obtuvimos US$ 2.5 millones. Este dinero, robado a la gente, será devuelto."

El secuestro del vuelo 114 fue un secuestro aéreo realizado por miembros de la organización guerrillera VAR-Palmares, que participó en la lucha armada contra la dictadura militar en Brasil, el 1 de enero de 1970. Comenzó en Montevideo, Uruguay, por seis miembros de la organización que tomaron El asalto a la Carabela de Cruzeiro do Sul que hizo el vuelo 114 con destino a Río de Janeiro y terminó solo dos días después en La Habana, fue el secuestro de avión más largo que ocurrió durante el régimen militar en el país.